# Manoir de la Cour (Marcilly)
Pour les articles homonymes, voir Manoir de la Cour.
Le manoir de la Cour est un édifice situé à Marcilly, en France.

## Localisation
Le monument est situé dans le département français de la Manche, sur le territoire de la commune de Marcilly, à 800 m à l'est du bourg.

## Architecture
Les façades et les toitures sont inscrites au titre des monuments historiques par arrêté du 31 juillet 1979.